# Olivia Taylor Dudley
Olivia Taylor Dudley (Morro Bay, 4 novembre 1985) è un'attrice statunitense.

## Biografia
Nel 2012 prende parte al film Chernobyl Diaries - La mutazione, mentre nel 2015 reciterà in Paranormal Activity - Dimensione fantasma, inoltre, sempre nello stesso anno, sarà la protagonista del film di Mark Neveldine The Vatican Tapes. 
Diventerà una delle protagoniste della serie televisiva The Magicians, interpretando la parte della giovane maga Alice Quinn, recitando la parte dal 2015 fino alla fine della serie nel 2020.

## Filmografia

### Cinema
- Anna Nicole, regia di Keoni Waxman (2007)
- Walk Hard - La storia di Dewey Cox (Walk Hard: The Dewey Cox Story), regia di Jake Kasdan (2007) - non accreditata
- Remembering Phil, regia di Brian J. Smith (2008)
- Birds of a Feather, regia di Anthony Meindl (2011)
- Chillerama, regia di Joe Lynch e Adam Green (2011)
- Il dittatore (The Dictator), regia di Larry Charles (2012) - non accreditata
- Chernobyl Diaries - La mutazione (Chernobyl Diaries), regia di Bradley Parker (2012)
- Dumbbells, regia di Christopher Livingston (2014)
- Transcendence, regia di Wally Pfister (2014)
- The Barber, regia di Basel Owies (2014)
- Appleton, regia di Jimmy Costa (2015)
- Dude Bro Party Massacre III, regia di Tomm Jacobsen e Michael Rousselet (2015)
- The Vatican Tapes, regia di Mark Neveldine (2015)
- Paranormal Activity - Dimensione fantasma (Paranormal Activity: The Ghost Dimension), regia di Gregory Plotkin (2015)
- Chuck Hank and the San Diego Twins, regia di Jonathan Keevil (2017)
- Where We Go from Here, regia di Anthony Meindl (2019)
- She Dies Tomorrow, regia di Amy Seimetz (2020)
- Some of Our Stallions, regia di Carson Mell (2021)
- Chuck Hank and the San Diego Twins, regia di Jonathan Keevil e Evan Glodell (2021)
- Crawlspace, regia di L. Gustavo Cooper (2022)
- Onyx the Fortuitous and the Talisman of Souls, regia di Andrew Bowser (2023)

### Televisione
- Birds of a Feather, regia di Anthony Meindl - film TV (2010)
- NCIS - Unità anticrimine (NCIS: Naval Criminal Investigative Service) - serie TV, episodio 8x13 (2011)
- CSI: Miami - serie TV, episodi 10x4, 10x8 e 10x16 (2011-2012)
- Non fidarti della str**** dell'interno 23 (Don't Trust the B---- in Apartment 23) - serie TV, episodio 2x7 (2012)
- The Mindy Project - serie TV, episodio 1x16 (2013)
- Arrested Development - Ti presento i miei (Arrested Development) - serie TV, episodio 4x13 (2013)
- The Comedians - serie TV, episodi 1x1, 1x4 e 1x8 (2015)
- The Magicians - serie TV, 63 episodi (2015-2020)
- Aquarius - serie TV, 5 episodi (2016)
- Curb Your Enthusiasm - serie TV, episodio 9x10 (2017)

### Cortometraggi
- Hector Quince: Author, regia di John McKinney (2009)
- Stork, regia di Erik Sandoval (2010)
- Ticklish Cage, regia di Stoney Sharp (2011)
- Monster Machine, regia di Andrew Bowser (2013)
- The Front Page, regia di Michael E. Peter (2014)
- Thrill Me!, regia di Andrew Bowser (2020)

### Web serie
- Uproxx Video - serie Web, 8 episodi (2013-2014)

## Doppiatrici italiane
Nelle versioni in italiano delle opere in cui ha recitato, Olivia Taylor Dudley è stata doppiata da:
- Eleonora Reti in Paranormal Activity - Dimensione fantasma, NCIS - Unità anticrimine
- Emanuela Damasio in Non fidarti della str**** dell'interno 23
- Laura Facchin in CSI: Miami
- Myriam Catania in Chernobyl Diaries - La mutazione
- Valentina Favazza in The Vatican Tapes
- Gemma Donati in The Magicians
- Federica De Bortoli in Aquarius